# 渡部直己
渡部 直己（わたなべ なおみ、1952年2月26日 - ）は、日本の男性文芸評論家。早稲田大学元教授。父は第18代陸上幕僚長の渡部敬太郎。

## 経歴
- 東京都出身。

1970年代
- 1970年、東京学芸大学附属高等学校卒業。
- 1974年、早稲田大学第一文学部卒業。
- 1976年、早稲田大学大学院文学研究科修士課程（フランス現代文学）修了。
- 1978年、『早稲田文学〔第8次〕』12月号に「露出狂の反逆―マンガテクスト考」を発表してデビュー。

1980年代
- 1981年、絓秀実と出会い「批評研究会」に参加する。
- 1982年4月、日本ジャーナリスト専門学校文芸創作科講師となる。
- 1983年、絓秀実、江中直紀、芳川泰久と季刊批評誌『杼（ひ）』を創刊。4月には初の著書『幻影の杼機 泉鏡花論』を刊行。

1990年代
- 1990年、『朝日ジャーナル』4月13日号に「世紀末、お花見的プロ野球考」と題して、赤瀬川原平、平出隆との鼎談が掲載。
- 1995年、近畿大学文芸学部教授。
- 1996年の『文藝』春季号より「面談文藝時評」開始。連載は2年にわたり続き、『現代文学の読み方・書かれ方　まともに小説を読みたい／書きたいあなたに』（河出書房新社、1998年3月）としてまとめられた。連載には島田雅彦、奥泉光、保坂和志、山本昌代、多和田葉子、阿部和重、高橋源一郎、金井美恵子、笙野頼子が登場した。
- 1997年、『中上健次論――愛しさについて』で第25回平林たい子文学賞評論部門の候補となるが落選。受賞作は川西政明『わが幻の国』、高橋昌男『独楽の回転――甦る近代小説』。
- 1997年下期の『文學界』「新人小説合評」を大杉重男とともに務める。
- 1998年8月、奥泉光、星野智幸とともに「CWS（Creative Writing School）」のサマーセミナー「小説を書く！」で講師を担当。

2000年代
- 2001年4月、「CWS（Creative Writing School）」の通学部「創作本科聴講コース」にて、いとうせいこう、角田光代、川上弘美、重松清、保坂和志とともに講師を担当。
- 2001年12月、早稲田文学新人賞の選考委員に就任。2004年12月の第21回目まで委員を務める。

2010年代
- 2013年10月より早稲田大学坪内逍遙大賞の選考委員に就任。
- 2017年3月、第67回芸術選奨文部科学大臣賞（文学部門）および芸術選奨文部科学大臣新人賞（文学部門）の推薦委員を務める。受賞作は恩田侑布子『夢洗ひ』、小島ゆかり『馬上』、新人賞が崔実『ジニのパズル』であった。
- 2018年7月、女性大学院生からセクシャルハラスメントを受けていたと告発された渡部は退職願を提出、早稲田大学側は渡部を解任した[1]。
- 「新潮　2019年10月号」に「話芸と書法――『水滸伝』から読む十九世紀日本文学」（前編）を寄稿[2]。

## 学生に対するセクシュアル・ハラスメント
2018年6月20日、プレジデントオンラインは「早稲田大学文学学術院の大学院生だった女性」が渡部から『指導と称して2人きりで食事に連れ出され、そのレストランで「卒業したら俺の女にしてやる」と口説かれ』たり、授業中に雨でぬれた上着を脱いだ被害者女性に「上着の下が裸だったらどうしようかと思った」と発言したほか、 性的なハラスメントを受けたとして、大学に「苦情申立書」を提出していた」と報じた。それを受けて早稲田大学は「事実確認を踏まえ、厳正に対処する」というコメントを発表。6月27日、毎日新聞は渡部が退職願を提出したことを報じ、7月27日、大学側は渡部を同日付で解任した。
2023年4月6日、東京地裁は渡部と早稲田大学に55万円の賠償を命じる判決を言い渡した。被害女性は「俺がとらなければおまえは入学できなかった」などと告げられていたほか、被害女性が創作のよりどころにしている村上春樹や河合隼雄などの作品や思想について、渡部氏が授業中に「死ね」などと苛烈な表現を用いて、彼らを信奉する者は「田舎者」「バカ」という趣旨の言葉を述べたことは事実と認定した。また頭や肩、背中などに触れてくることもあった。渡部の代理人弁護士によれば、「俺の女にしてやる」という発言について、渡部氏は裁判の中で、「会話の流れで出たジョークだった」などと主張、「そのほかのハラスメントはなかった」と争っていた。東京地裁は渡部の「俺の女にしてやる」という発言について、被害者の「人格権を侵害した」と違法性を認定した。また、女性から相談を受けた別の教授が「セクハラはもっとすごいものだ」とか「女性に隙がある」という趣旨の発言をしたことについても「被害が軽微で女性側にも原因があるとする発言で、適切な配慮を怠った」と指摘し、大学側にさらに5万円余りの支払いを命じた。
2024年2月22日、東京高裁は一審判決を変更し、賠償額を計99万円に上積みした。渡部が頻繁に会食に誘い、食べかけの食事を被害女性の皿にのせるなどした行為を「内容や頻度、被害女性の心情、力関係に照らすとセクハラやパワハラに当たる」として新たに違法だと認定した。

## 人物
- 秋山駿、蓮實重彦、平岡篤頼、柄谷行人、金井美恵子、ジャン・リカルドゥー、ロラン・バルトらの影響を強く受ける。いわゆる「テクスト論」の文芸批評家としてデビュー。
- 谷崎潤一郎、蓮實重彦、中上健次、江川卓、青木淳悟を愛し、村上春樹、アグネス・チャン、連城三紀彦を嫌う。
- 野球をはじめとするスポーツに多大な関心を払っていて、スポーツエッセイの寄稿、野球を扱った著書がある。その方法論は1980年代に草野進名義で行った蓮實重彦のプロ野球批評の影響が大きい。「選手やスポーツ関係者を小馬鹿にする言辞」で蓮實への追従を繰り返すことに終始する姿勢は、玉木正之による批判の対象となった（『産経新聞』2004年4月20日）。自らが野球の経験者であることを複数回にわたり主張している。かつて高橋源一郎やねじめ正一、柄谷行人らとともに草野球チーム「枯木灘」（蓮實重彦による命名）を作り活動していた。
- 1997年に近畿大学文芸学部に就職するまで、長らく日本ジャーナリスト専門学校の講師等を務めており、貧乏だった。自嘲的にルンペン評論家を自称していた。ただし実家は裕福だったため、20代の間は毎年のようにパリなどヨーロッパに旅行・滞在していた。
- 趣味はアルトサックス演奏で、若い頃は自作の曲を演奏していた。20代の頃は「作曲家になれないか」と思っていた時期もある。

## 作品リスト

### 単著
- 『幻影の杼機ーー泉鏡花論』（1983年4月、国文社）
  - のち増補・改題『泉鏡花論ーー幻影の杼機』（1996年7月、河出書房新社）
- 『Hello good-bye 筒井康隆』（1984年、弥生書房）
- 『現代口語狂室ーー発情するポップ・ヒーローたち ロラン・バルト風味』（1984年12月、河出書房新社）
- 『レトリックスーー大衆文芸技術論』（1985年7月、五月書房）
- 『半解釈ーー誤読ノススメ』（1985年、白夜書房）
- 『プロ野球観戦学講座』（1987年、論創社）
- 『リアリズムの構造ーー批評の風景』（1988年、論創社）
- 『紙オムツ・シンドロームーー「平成」元年への罵詈雑言』（1989年6月、河出書房新社）
- 『読者生成論ーー汎フロイディスム批評序説』（1989年、思潮社）
- 『谷崎潤一郎ーー擬態の誘惑』（1992年6月、新潮社）
- 『「電通」文学にまみれてーーチャート式小説技術時評』（1992年6月、太田出版）
- 『日本近代文学と〈差別〉』（1994年6月、太田出版）
- 『中上健次論―ー愛しさについて』（1996年4月、河出書房新社）
- 『本気で作家になりたければ漱石に学べ!―ー小説テクニック特訓講座中級者編』（1996年12月、太田出版、増補決定版、2015年12月、河出書房新社）
- 『現代文学の読み方・書かれ方―まともに小説を読みたい／書きたいあなたに』（1998年3月、河出書房新社）
  - 初出:『文藝』連載、「面談文芸時評」
- 『不敬文学論序説』（1999年7月、太田出版）
  - 『不敬文学論序説』（ちくま学芸文庫、2006年2月）
- 『かくも繊細なる横暴ーー日本「六八年」小説論』（2003年3月、講談社）
- 『メルトダウンする文学への九通の手紙』（2005年、早美出版社）
- 『私学的、あまりに私学的な 陽気で利発な若者へおくる 小説・批評・思想ガイド』（2010年7月　ひつじ書房）
- 『日本小説技術史』（新潮社、2012年）
- 『言葉と奇蹟 泉鏡花・谷崎潤一郎・中上健次』（作品社、2013年）
  - 『幻影の杼機　泉鏡花論』『谷崎潤一郎　擬態の誘惑』『中上健次論　愛しさについて』の三作を合本して再刊
- 『小説技術論』（河出書房新社、2015年）
- 『日本小説批評の起源』（河出書房新社、2020年）
- 『子規的病牀批評序説』月曜社、2022年

### 共編著
- 『〈批評〉のトリアーデ』(絓秀実・江中直紀・蓮實重彦・柄谷行人・中上健次共著、1985年、トレヴィル)
- 『読売巨人軍再建のための建白書』（草野進共著、1989年3月、角川文庫）
- 『66の名言による世界史教程』（植島啓司・南伸坊・岸田理生・四方田犬彦と共著、1990年、朝日新聞社）
- 『それでも作家になりたい人のためのブックガイド』（絓秀実共著、1993年、太田出版）
- 『中上健次』（浅田彰・秋山駿・谷川雁・四方田犬彦共著、1996年、小学館）
- 『日本プロ野球革命宣言―読売ジャイアンツ再建のための建白書』（草野進・蓮実重彦共著、1997年12月、メタローグ）
- 『中上健次と熊野』（柄谷行人共編、2000年、太田出版）
- 『必読書150』（柄谷行人・岡崎乾二郎・島田雅彦・浅田彰・奥泉光・絓秀実共著、2002年、太田出版）
- 『「知」的放蕩論序説』（蓮實重彦・菅谷憲興・絓秀実・守中高明・城殿智行共著、2002年、河出書房新社）
- 『綿矢りさのしくみ』（小谷野敦・吉本謙次共著、2004年8月、太田出版）
- 『新・それでも作家になりたい人のためのブックガイド』（絓秀実共著、2004年10月、太田出版）
- 『文芸漫談―笑うブンガク入門』（いとうせいこう・奥泉光共著、2005年、集英社） - 渡部は注釈を担当。
- 『日本批評大全』編著（河出書房新社、2017年）